# Ocyptamus zeteki
Ocyptamus zeteki är en tvåvingeart som först beskrevs av Charles Howard Curran 1930.  Ocyptamus zeteki ingår i släktet Ocyptamus och familjen blomflugor. Inga underarter finns listade i Catalogue of Life.